# Автошлях E95
Європейський маршрут E95 — автомобільна дорога в Східній Європі на території Росії, Білорусі, України, Туреччини. Має важливе міждержавне значення для східнослов'янських країн, а також важливе міжнародне значення. Проходить територією Чернігівської, Київської, Черкаської, Кіровоградської, Миколаївської і Одеської областей України, далі поромом Чорним морем, потім територією Туреччини.
Основні міста: Санкт-Петербург, Гомель, Київ, Одеса, Самсун, Мерзифон. найзавантаженіша ділянка дороги припадає на сегмент між Києвом і Одесою (автошлях М05, частина пан'європейського транспортного коридору № 9).

## Маршрут
Загальна протяжність — 1 790 км. Довжина на території України - біля 685 км.
- Росія
  - Р23 Санкт-Петербург (0 км), Гатчина (38 км), Луга (132 км), Псков (280 км), Острів (336 км), Опочка (415 км), Пустошка (478 км), Невель (532 км)
- Білорусь
  - М 8 Городок, Орша, Шклов, Могильов (по кільцевій), Бихів, Буда-Кошельово, Гомель (по кільцевій)
- Україна
  - М01 Чернігів (по кільцевій), Бровари
  - Київ
  - М05 Боярка (поруч), Глеваха, Біла Церква (поруч з містом), Ставище (поруч з смт), Жашків (поруч з містом), Умань (поруч з містом), Благовіщенське (поруч з містом), Любашівка, Петровірівка, Одеса
- Чорне море
- Туреччина
  - D 795 Самсун, Мерзифон

## Опис
- Санкт-Петербург — Гатчина: двосмугове полотно, ширина дозволяє обганяти практично без виїзду на зустрічну смугу руху. Великий трафік
- Гатчина: двосмугова об'їзна дорога
- Гатчина — Луга: нічим не примітна двосмугова дорога гарної якості, помірна кількість населених пунктів
- Луга: двосмугова об'їзна дорога
- Псков: по східній околиці міста, один світлофор
- За Псковом невелика ділянка з трьохсмуговим рухом
- Острів — об'їзна
- Опочка — об'їзна
- Пустошка — через місто, обмеження 40км/г
- Невель — об'їзна
- Чернігів — Київ — по дві смуги в кожному напрямі
- Київ — через місто
- Біла Церква — об'їзна
- Жашків — об'їзна
- Київ — Умань — по дві смуги в кожному напрямі
- Умань — Одеса — по дві смуги в кожному напрямі, обмеження 110 км/год на двосмуговій дорозі з відбійником посередині.
- Одеса — (за 50 км до міста) по три смуги в кожному напрямі

## ПостиДПС,ДАІ
1. Пулковське шосе
2. Перед Лугою
3. Перед Псковом
4. Після Пскова
5. У Острові
6. Перед Опочкою
7. Перед Києвом
8. Після Києва
9. Перед Білою Церквою
10. За Уманню (На перетині з E-50)

## Небезпеки
Особливістю дорожнього руху на даній трасі є досить сильний, у тому числі і тихохідний, трафік у поєднанні з двосмуговим на переважній більшості полотна, що ускладнює обгін. На півдні Псковської області, після Опочки, місцевість переважно горбиста, зустрічаються досить інтенсивні перепади, що знову ж таки ускладнює обгін, особливо в темний час доби.
Відносно круті повороти — перед смт. Підбереззя (30 км не доїжджаючи Пскова) і в Пустошкинському районі Псковської області.

## Пам'ятки
1. Площа Перемоги, Монумент героїчним захисникам Ленінграда (0 км, Санкт-Петербург)
2. Пулковська обсерваторія (8км, Санкт-Петербург)
3. Літературно-меморіальний музей Будинок станційного доглядача (74 км)
4. Історико-літературний та Меморіальний музей В.В. Набокова (музей-садиба) (76 км)
5. Меморіал «Партизанська Слава» (125 км, перед Лугою)
6. Площа Перемоги (Псков, 275 км)
7. Пам'ятник загиблим байкерам (Біла Церква)
8. Дорога йде майже строго на південь і проходить уздовж Пулковського меридіана

## Цікаві факти
Раніше трасою E95 в Росії називалася дорога «Москва — Петербург» (нині позначається М10 або E105), оспівана в пісні російської рок-групи «Аліса» з альбому Дурень (1997). Можливо, тому багато хто досі вважає, що E95 сполучає дві столиці.